# Cleome palustris
Cleome palustris là một loài thực vật có hoa trong họ Màng màng. Loài này được Salzm. ex Turce mô tả khoa học đầu tiên năm 1854.